# Dujail

Dujail, ar. الدجيل, även ad-Dujayl) är en liten shiitisk stad i mellersta Irak, ungefär 65 kilometer norr om Bagdad. Staden har cirka 10 000 invånare. 
Orten blev ökänd i samband med Saddam-regimens mord på 148 män och pojkar från staden efter ett attentatsförsök mot Saddam Hussein den 8 juli 1982.

## Attentatet mot Saddam Hussein och dess konsekvenser
I Dujail utspelade sig den 8 juli 1982 ett misslyckat attentat mot Iraks dåvarande president, Saddam Hussein. Staden var ett starkt fäste för det Islamiska Dawapartiet, en grupp som ställde sig emot kriget mot Iran. Saddam Hussein besökte staden för att hålla ett tal där han skulle hylla de som hade tjänat Irak i kriget mot Iran. När han körde genom stadens centrum attackerades han av en eller flera medlemmar ur Dawapartiet. Presidenten var oskadad efter den tre timmar långa eldstriden som följde.
Saddam Hussein beordrade sina specialtrupper att utföra en hämndaktion mot staden, något som resulterade i att 148 män i staden dödades eller avrättades senare, några så unga som 13 år. 1500 personer fängslades och torterades, medan andra invånare, många kvinnor och barn, skickades till ökenläger. Saddams regim förstörde staden och byggde upp den igen kort därefter. Utöver detta förstördes 1000 km² åkrar. Återplantering tilläts inte förrän 10 år senare.